# Sprawozdanie z przepływów pieniężnych
Sprawozdanie z przepływów pieniężnych, rachunek przepływów pieniężnych (rpp) (nazywane też sprawozdaniem z przepływu środków pieniężnych, sprawozdaniem z przepływów finansowych, ang. cash flow statement) – dokument sprawozdawczy podsumowujący przepływ środków pieniężnych w danym przedsiębiorstwie z uwzględnieniem ich źródeł i wykorzystania. Pokazuje zmiany, jakie zaszły w poszczególnych elementach aktywów i pasywów wywołane przez przepływ środków pieniężnych. Przedstawia informacje umożliwiające ocenę stopnia płynności finansowej, skuteczności ściągania należności i zdolności do regulowania zobowiązań.
Rachunek przepływów pieniężnych jest elementem sprawozdania finansowego sporządzanym obligatoryjnie przez jednostki podlegające obowiązkowemu badaniu sprawozdania finansowego. Sporządza się go uwzględniając dane za bieżący i poprzedni rok obrotowy.
Z obowiązku sporządzania rachunku przepływów pieniężnych są wyłączone mikroprzedsiębiorstwa. W Polsce zakres wykazywanych informacji, zasady sporządzania oraz wzór rpp określa ustawa o rachunkowości.
Rachunek przepływów pieniężnych pozwala ocenić zdolność przedsiębiorstwa do generowania gotówki. Pokazuje zmiany, jakie zaszły w poszczególnych elementach aktywów i pasywów wywołane przez przepływ środków pieniężnych. Pozwala także na określenie głównych kierunków odpływu środków pieniężnych oraz badanie mechanizmów powodujących zmianę sytuacji finansowej przedsiębiorstwa. W rachunku przepływów pieniężnych są uchwycone zależności między stanem aktywów, nadwyżkami księgowymi osiąganymi z działalności oraz poziomem płynności finansowej.
Z cash flow korzystają najchętniej banki w sytuacji oceny możliwości finansowych firmy przed udzieleniem jej kredytu. Sprawozdanie z przepływów pieniężnych analizowane jest także przez potencjalnych inwestorów, którzy chcą zdobyć informacje o przepływach, jakie może mieć dana firma w przyszłości.

## Zawartość dokumentu
Dokument dzieli się na trzy części ukazujące 3 aspekty działalności przedsiębiorstwa:
- przepływy z działalności operacyjnej,
- przepływy z działalności inwestycyjnej,
- przepływy z działalności finansowej.

Zgodnie z ustawą o rachunkowości, rachunek przepływów pieniężnych można sporządzać metodą bezpośrednią lub metodą pośrednią według wzorów określonych w ustawie. Analiza rachunku z przepływów pieniężnych dostarcza wielu cennych informacji uzupełniających wnioski z analizy bilansu oraz rachunku zysków i strat.

## Ocena
Przedstawiona poniżej tabela prezentuje sytuacje, które mogą wystąpić przy wstępnej ocenie tego sprawozdania. Znakiem „+” oznaczono dodatnie przepływy, zaś symbolem „–” ujemne.
| Rodzaj strumieni | Przypadki | Przypadki | Przypadki | Przypadki | Przypadki | Przypadki | Przypadki | Przypadki |
| ---------------- | --------- | --------- | --------- | --------- | --------- | --------- | --------- | --------- |
| Rodzaj strumieni | 1         | 2         | 3         | 4         | 5         | 6         | 7         | 8         |
| Operacyjny       | +         | +         | +         | +         | –         | –         | –         | –         |
| Inwestycyjny     | +         | –         | +         | –         | +         | –         | +         | –         |
| Finansowy        | +         | –         | –         | +         | +         | +         | –         | –         |

- Przypadek 1: Dodatnie przepływy pieniężne na wszystkich poziomach. Przedsiębiorstwo gromadzi środki pieniężne na koncie być może aby przeznaczyć je na przyszłe inwestycje.
- Przypadek 2: Wysoka rentowność a zyski przeznaczane są na rozwój przedsiębiorstwa i spłatę zobowiązań.
- Przypadek 3: Sytuacja często spotykana w trakcie działań restrukturyzacyjnych
- Przypadek 4: Sytuacja typowa dla prawidłowo rozwijającego się przedsiębiorstwa.
- Przypadek 5: Ujemne przepływy z działalności operacyjnej i dodatnie z pozostałych działalności wskazują na przejściowe trudności jednostki gospodarczej.
- Przypadek 6: Sytuacja typowa dla młodych, dopiero rozwijających się przedsiębiorstw, które jeszcze nie osiągnęły rentowności i dużo inwestują.
- Przypadek 7: Niedobory gotówkowe przedsiębiorstwa są pokrywane ze sprzedaży aktywów. Może to oznaczać fazę przed bankructwem jednostki.
- Przypadek 8: Ujemny przepływy we wszystkich poziomach, co jednak nie musi oznaczać bankructwa. Przedsiębiorstwo inwestuje mimo strat i konieczności regulowania wcześniejszych zobowiązań.

## Metody sporządzania
Wyróżniamy dwie metody sporządzenia rachunku przepływów pieniężnych: metodę bezpośrednią oraz metodę pośrednią. Metoda bezpośrednia polega na zestawieniu ze sobą poszczególnych grup wpływów i wydatków z danego okresu. Metoda pośrednia polega na korygowaniu zysku netto firmy o poniesione przez nie koszty.